# Erioptera acucuspis
Erioptera acucuspis är en tvåvingeart som beskrevs av Alexander 1976. Erioptera acucuspis ingår i släktet Erioptera och familjen småharkrankar.
Artens utbredningsområde är Ecuador. Inga underarter finns listade i Catalogue of Life.